# ليمني (أرغوليس)
ليمني (Λίμναι) هي قرية في أرغوليس في اليونان. وهي إداريا مجتمع محلي ضمن بلدية أرغوس موكناي ويسكنها 734 مقيم دائم وفقا لتعداد السكان لليونان في عام 2011.